# J. B. Marks
J. B. Marks oder John „Beaver“ Marks, eigentlich John Joseph Marks, (* 21. März 1903 in Ventersdorp; † 1. August 1972 in Moskau) war ein südafrikanischer Politiker, Anti-Apartheidsaktivist und Gewerkschaftsführer.

## Leben
Marks wurde während der kolonialen Zeit in Südafrika als eines von sieben Kindern eines interethnischen Paares geboren. Mit 16 Jahren wurde er am Kilnerton Teachers’ Training College in Pretoria aufgenommen, wo er die Lehrberechtigung erwarb. Aufgrund der schlechten Behandlung durch die weißen Schulleiter streikten die Studenten unter der Führung von Marks. Der Streik selbst war zwar erfolglos, er politisierte Marks jedoch, der sich seither dem „Kampf gegen rassische und soziale Unterdrückung“ verschrieb. Während seiner Studienzeit erhielt er den Nicknamen „Beaver“, den er mit einem B. abkürzte. woraus sich J. B. entwickelte. Sein Geburtsname wurde nur in Polizeiakten geführt.
Nach seinem Anschluss war er an verschiedenen Schulen in Transvaal und im Oranje-Freistaat tätig, wo er in erster Linie Kinder von Minenarbeitern unterrichtete. Nachdem er 1928 eine Rede des Kommunistenführers Sidney Bunting gehört hatte, schloss er sich der Communist Party of South Africa (CPSA) an. 1929 entging er knapp einem Attentat, bei dem elf andere Anwesende der Gedenkveranstaltung in Erinnerung an den Zulukrieg starben. 1931 wurde ihm die Lehrberechtigung wegen seiner politischen Aktivitäten entzogen. Von nun an widmete er sich dem Kampf gegen die Unterdrückung und wurde 1932 in das Zentralkomitee der CPSA gewählt. 
Marks’ Hauptziel war die Verbesserung der Arbeitsbedingungen der schwarzen Arbeiter in den Goldminen am Witwatersrand. 1941 fand das entscheidende Treffen zur Gründung einer Gewerkschaft mit Unterstützung des African National Congress (ANC) und von Cyprian Bhekuzulu kaSolomon statt. Die African Mine Workers` Union wurde 1942 gegründet und Marks zu ihrem ersten Vorsitzenden gewählt, zugleich war er Präsident der Transvaal-Sektion des ANC. Trotz kleiner Zugeständnisse der Regierung unter Jan Christiaan Smuts verbesserte sich die Lage der Arbeiter nicht. Versammlungen mit mehr als 20 Personen wurden verboten und 1944 wurden einige Gewerkschaftsfunktionäre inhaftiert. Im August 1946 kam es zum Generalstreik der Minenarbeiter, der eine Woche dauerte und von der Polizei brutal niedergeschlagen wurde: Hunderte Arbeiter wurden verletzt, neun getötet. Marks wurde, wie andere auch, mehrfach inhaftiert, mit Verboten belegt und musste ab 1950 zeitweilig in den Untergrund gehen. 1952/53 war er einer der Organisatoren der Defiance Campaign, an der er selbst teilnahm und deshalb zu einer Gefängnisstrafe verurteilt wurde. 1962 wurde Marks Vorsitzender der illegalen South African Communist Party, der früheren CPSA, und Mitglied des nationalen geschäftsführenden Komitees des ANC; zuletzt war er Schatzmeister. Er unterstützte die Gründung eines nationalen Gewerkschaftsverbandes, des South African Congress of Trade Unions, der 1985 zum Congress of South African Trade Unions (COSATU) wurde.
1963 verließ Marks Südafrika auf Anraten des ANC und flüchtete nach Tansania. Er blieb dort, baute die Parteistrukturen aus und sorgte für die internationale Vernetzung. 1971 erlitt er einen Herzinfarkt; zur Behandlung wurde er in die Sowjetunion ausgeflogen, wo er 1972 an einem erneuten Infarkt starb. Sein Nachfolger als SACP-Präsident wurde Yusuf Dadoo.

## Umbettung
2015 wurde sein Leichnam zusammen mit dem von Moses Kotane nach Südafrika überführt, wo sie von Präsident Jacob Zuma empfangen wurden.

## Ehrungen
1997 wurde der J. B. Marks Education Trust Fund von der Gewerkschaft der Minenarbeiter in Erinnerung an Marks gegründet. Sein Ziel ist die Bildungsförderung von Gewerkschaftsmitgliedern und Studenten. Die Stiftung vergibt seit 2010 jedes Jahr Auszeichnungen in verschiedenen Kategorien, zum Beispiel den JB Marks Award und den JB Marks Leader of the Year-Preis.
1999 erhielt er postum den südafrikanischen Order for Meritorious Service in Gold.
2017 wurde die Gemeinde Tlokwe/Ventersburg in JB Marks umbenannt.
Eine weiterführende Schule in Johannesburg sowie mehrere Straße in Südafrika, unter anderem in Durban, sind nach Marks benannt.